# Makeover
«Makeover» es el tercer episodio de la cuarta temporada de la serie de televisión Glee y el sexagésimo noveno en su cómputo total. Fue emitido por la cadena Fox, en los Estados Unidos, el 27 de septiembre de 2012. Su trama se centra en la incorporación de Sarah Jessica Parker como "Isabelle Klempt" quien será la mentora de Kurt en Vogue.com, además del comienzo de las candidaturas a presidente del consejo estudiantil.

## Sinopsis
Empieza a sonar Everybody Wants To Rule The World con Blaine uniéndose a todos los clubs que puede. Entre ellos el de presidencia, en el cual también esta Brittany inscrita. Cuando esta lo ve escribiendo su nombre, se paraliza y le pregunta que hace. Sigue con Kurt en NY en la oficina de Vogue, cuando es recibido por Isabelle. Luego de una charla rutinaria, Kurt logra entrar en el negocio. Por otro lado,  Brittany en los pasillos de McKinley le pregunta a Artie si quiere ser su vicepresidente. Ella lo convence de que él va a ser todo el trabajo. Artie acepta. En el salón de música los chicos le preguntan a Will qué van a hacer, Will les dice que lo está pensando, pero la verdad está trabado y no sabe que hacer. Justo a tiempo, Brittany le pide a Will si puede decir algo. Les dice a los chicos que Artie va a ser su nuevo vicepresidente. En lo que vemos a Sam triste, porque lo prefirió a Artie y no a él.
En la sala de maestros Will le dice a Sue lo que está pasando con él, que sucede que ya no tiene ideas nuevas para el Glee, en los pasillos de McKinley cuando Sam le pregunta a Brittany por qué no lo había elegido a él como vicepresidente, ella le responde que no quería que eso dañara su amistad, luego Brittany lleva a Sam, y se lo presenta a Blaine para que el sea su nuevo vicepresidente. Blaine le explica a Brittany que ellos dos ya se conocían, Blaine acepta que Sam sea su nuevo vicepresidente, a lo que Brittany sugiere un debate, Blaine acepta.
A continuación esta Isabelle en una reunión de moda, Kurt sirve el café, Isabelle Dice que tienen que trabajar con cuero, hacer ideas locas. Todos dicen ideas horribles, Isabelle llama a Kurt a su oficina y esta le dice que le pareció. Kurt le dice que la idea es absurda y debería intentar con otra cosa. Pero esta le dice que solo tiene esa idea, que ya no se le ocurren ideas distintas, Kurt le dice que hay miles de ideas, le dice que podrían hacer un vídeo mostrando la ropa, ella dice que perdió la chispa de las ideas locas.
En los pasillos de McKinley, Artie le dice a Brittany que deberían practicar porque había posibilidades de que ella dijera algo estúpido, a lo que Brittany se va enojada, luego el la convence de que no es estúpida y se van a practicar. Luego Blaine le dice a Sam que va a necesitar un cambio de look. A lo que lleva a Brittany y Sam a cantar Celebrity Skin.
En la reunión de líderes de coro se discute que van a cortar el presupuesto del coro. A Will le parece aburrida toda la discusión y decide ir a hablar con alguien al respecto. En NY se ve a Rachel y a Kurt hablando. Rachel le cuenta a Kurt sobre lo malas que son sus compañeras de baile y que parecía una escena del Exorcista. Después de discutir sobre el tema, Kurt le dice a Rachel que debería hacerse un cambio de look, esta acepta, luego Kurt le dice que vayan a Vogue, a mitad de la noche y entran al edificio. Cuando entran a la sala de vestir son sorprendidos por Isabelle, los dos chicos se sorprenden y entran en pánico, a lo que Kurt le explica que van a ser un video y un cambio de look a Rachel. Isabelle acepta entusiasmada. Luego cantan The Way You Look Tonight/You're Never Fully Dressed Without A Smile.
En la siguiente escena se ve a Kurt y Blaine hablando por Skype. Kurt se muestra feliz y le cuenta todo a Blaine. Este está un poco triste porque lo extraña. Luego Will entra en la oficina de Emma y le dice que no sabe si mandar la carta para coros. Este le dice que va a estar mucho tiempo afuera y tal vez no va a verla por un rato. Emma le dice que tiene que seguir sus sueños sin importar nada. En el debate Blaine-Sam y Brittany-Artie discuten y dan sus opiniones. En Vogue, Isabelle le pide a Kurt que lo vea en su oficina y le dice que el video fue un éxito y que será filmado otra vez. Ella le dice que los sueños cambian y que debería dejar NYADA y convertirse en un diseñador, porque tiene todo lo esencial para hacerlo.
En NYADA Rachel está practicando con su nuevo look en lo que entra Brody y le dice que se ve hermosa y que le venia bien un cambio. Después cantan A Change Would Do You Good , mientras recorren las calles de New York, donde comparten miradas y gestos coquetos, cuando después, Rachel le dice a Brody que le va a preparar la cena.
En McKinley, Sue va a anunciar al nuevo presidente. Sigue con todos festejando en Breadstics. Blaine ganó las elecciones. Este intenta llamar a Kurt pero él no le responde. Luego se sienta con Sam y le explica por lo que está pasando, le dice que se había transferido a McKinley para poder estar con Kurt pero como se fue, ahora se siente excluido. Sam lo anima y después la anima a Brittany que también estaba triste porque no ganó.
En el apartamento de Rachel y Kurt, Rachel está preparando la comida para la cena con Brody pero la comida termina en llamas y quemada. Luego llega Brody y le dice a Rachel que se ve humeante a lo que ella irónicamente le contesta que se le ha quemado la comida.
Ellos terminan sentados en el piso tomando Champán y comiendo pizza, mientras conversan sobre cosas vergonzosas que les había ocurrido en el pasado, Rachel le cuenta a Brody que cuando su amigo llamado Tony, le entregó una carta confesándole que le gustaba, ella le corrigió todas las faltas ortográficas y se la devolvió, Brody ríe y ella le dice que nunca se lo había dicho a nadie, ni siquiera a Finn. A continuación dice que aún no está totalmente clara y son "solo amigos" pero esto hace que ambos se acerquen y terminen por besarse. De pronto, alguien llama a la puerta. Brody protesta y Rachel le dice que es Kurt, que siempre olvida las llaves, pero cuando abre aparece Finn, que mira a su exnovia con mucha alegría. Rachel se sorprende, luego Brody se levanta del piso, Finn lo mira sorprendido y luego mira a Rachel, mostrándose desilusionado y enojado a la vez.